# Oued Amlil
Oued Amlil (en àrab واد أمليل, Wād Amlīl; en amazic ⴰⵙⵉⴼ ⴰⵎⵍⵉⵍ) és un municipi de la província de Taza, a la regió de Fes-Meknès, al Marroc. Segons el cens de 2014 tenia una població total de 10.405 persones.